# Selargius
Selargius település Olaszországban, Szardínia régióban, Cagliari megyében. Lakosainak száma 28 447 fő (2023. január 1.). Selargius Cagliari, Monserrato, Quartu Sant’Elena, Quartucciu, Sestu és Settimo San Pietro községekkel határos.

## Népesség
A település lakossága az elmúlt években az alábbi módon változott:
| Lakosok száma | 28 903 | 28 986 | 28 447 |
|               | 2017   | 2018   | 2023   |